# Tratatul de la Maastricht
Tratatul privind Uniunea Europeană (numit și Tratatul de la Maastricht) a fost semnat de Consiliul European la 7 februarie 1992 în localitatea olandeză Maastricht de către cei 12 membri ai Comunităților Europene, reprezentând până atunci cea mai profundă schimbare a tratatelor de la înființarea Comunității Europene. Acest tratat a reprezentat "o nouă etapă în procesul de integrare europeană", punând bazele Uniunii Europene.
Tratatul a introdus, printre altele, o cetățenie unică pentru statele membre ale Uniunii, a pus bazele introducerii monedei unice euro, a reiterat necesitatea unei politici externe de securitate comună, alături de schimbări privitoare la modul de desfășurare a activităților instituțiilor Uniunii Europene, precum întărirea puterii Parlamentului European și a votului cu majoritate calificată în Consiliul Uniunii Europene. Dezbaterea va fi accelerată în timpul crizei datoriilor europene, când criteriile de aderare la uniunea monetară, cunoscute drept criteriile de la Maastricht, vor fi aduse în discuție.
Tratatul de la Maastricht a cauzat temeri la momentul semnării sale celor ce se aflau împotriva unei Europe federale. Cu toate acestea, multe dintre cele mai importante atribuții suverane rămâneau în sarcina statelor membre. Dezbaterea privitoare la caracterul constituțional al Tratatului de la Maastricht va continua în deceniile următoare, aceasta culminând cu semnarea Tratatului de la Lisabona. 

## Introducere
După negocierile din decembrie 1991 de la Maastricht tratatul a fost semnat deja la 7 februarie 1992. Din cauza unor probleme apărute în procesul de ratificare (în Danemarca a fost nevoie de un al II-lea referendum, în Germania s-a înaintat o excepție de neconstituționalitate împotriva acordului parlamentar dat tratatului) Tratatul UE a intrat în vigoare de-abia la 1 noiembrie 1993. Tratatul UE este considerat ca o “nouă treaptă pe calea înfăptuirii unei uniuni tot mai strânse a popoarelor Europei”.
Pe lângă o serie de modificări aduse Tratatului CE și a Tratatului EURATOM acest document este și actul constitutiv al Uniunii Europene. Acesta a fost un prim pas pe calea adoptării unei Constituții definitive a UE, care ulterior va înlocui toate tratatele europene. 
Uniunea Europeană astfel constituită nu înlocuiește însă vechile Comunități Europene, ci le reunește sub un numitor comun, acela al unei noi “politici și forme de colaborare”. Împreună cu celelalte elemente Comunitățile Europene alcătuiesc cei trei piloni ai Uniunii Europene:
- Comunitățile Europene
- Colaborarea în politica externă și de securitate (PESC),
- Cooperarea polițienească și judiciară în materie penală (CPJMP).

| Uniunea Europeană | Uniunea Europeană | Uniunea Europeană | Uniunea Europeană                                 | Uniunea Europeană | Uniunea Europeană                                  | Uniunea Europeană |
| --- | --- | --- | ------------------------------------------------- | ----------------- | -------------------------------------------------- | ----------------- |
| | | |                                                   |                   |                                                    |                   |
| | Primul pilon (supranațional-federație) | | Al doilea pilon (interguvernamental-confederație) |                   | Al treilea pilon (interguvernamental-confederație) |                   |
| Comunitățile Europene (CE) | Politica externă și de securitate comună (PESC) | Cooperarea polițienească și judiciară în materie penală (JAI) |                                                   |                   |                                                    |                   |
| - Politica agricolă comună - Uniune vamală și Piața internă - Politica în domeniul conncurenței , Subvenții de stat - Politică structurală - Politică comercială - Uniunea Economică și Monetară - Cetățenia europeană - Educație și Cultură - Cercetare și Mediul înconjurător - Rețele transeuropene - Sănătate - Protecția consumatorului - Politică socială - Politica comună de imigrație - Politica în domeniul azilului - Protecția frontierelor | Politica externă: - Cooperare - Menținerea păcii - Observatorii electorali și Trupele comune de intervenție - Drepturile omului - Democrație - Asistența acordată statelor terțe Politica de securitate: - Politica europeană de securitate și apărare - Dezarmarea - Aspectele economice ale dezarmării - Sistemul european de securitate | - Trafic de droguri și Trafic de arme - Trafic de carne vie - Terorismul - Infracțiuni împotriva minorilor - Crimă organizată - Corupție, coruptibilitate și înșelăciune |                                                   |                   |                                                    |                   |
| | | |                                                   |                   |                                                    |                   |
| | | |                                                   |                   |                                                    |                   |

## Conținutul tratatului
Uniunea monetară și economică
Principalul obiectiv al tratatului este crearea Uniunii Economice și Monetare în trei etape. Conform tratatului moneda unică europeană urmează să fie introdusă cel mai devreme la 1 ianuarie 1997 și cel mai târziu la 1 ianuarie 1999. Pentru ca o țară să participe la Uniunea monetară trebuie să îndeplinească anumite criterii economice (criteriile de convergență), prin care trebuie asigurată stabilitatea monedei unice. Criteriile de convergență sunt următoarele: politica financiară, nivelul prețurilor, al dobânzilor și al cursului de schimb. În timp ce criteriul de politică financiară (deficit bugetar < 3% și gradul de îndatorare < 60% din PIB) este un criteriu permanent, celelalte două au fost valabile numai pentru anul de referință 1997.
Odată cu semnarea tratatului s-a pus în mișcare un automatism, conform căruia țările care îndeplinesc criteriile de convergență în urma constatărilor făcute de Consiliul de Miniștri pot participa și la uniunea monetară. Numai Marea Britanie și Danemarca și-au rezervat dreptul de a decide singure dacă vor introduce moneda unică europeană.
Politica externă și de securitate comună
Vechea Politică Europeană de Colaborare a fost înlocuită prin Tratatul de la Maastricht de Politica Externă și de Securitate Comună (PESC). Cu toate că PESC este un pilon al UE, deciziile sunt luate în cele din urmă de statele membre. Pentru cele mai multe din hotărâri este nevoie de aceea de un vot în unanimitate.
Cetățenia europeană
Nu înlocuiește cetățenia națională, ci o completează. Cetățenia europeană o deține orice persoană care are cetățenia unuia din statele membre ale UE. Aceasta acordă printre altele dreptul de ședere pe întreg teritoriul UE, dreptul de vot pasiv și activ la alegerile locale precum și dreptul de a alege deputații din Parlamentul European, indiferent de domiciliul avut pe teritoriul UE.
Procesul de democratizare
O altă noutate a tratatului a fost introducerea procedeului codecizional. În felul acesta Parlamentul European are în anumite domenii aceleași drepturi ca și Consiliul de Miniștri. În afară de aceasta s-a hotărât constituirea Comitetului Regiunilor, cu rolul de a asigura reprezentarea adecvată a intereselor tuturor regiunilor europene. 
Colaborarea în domeniul politicii interne și juridice
În tratat s-a hotărât îmbunătățirea colaborării în domeniul juridic și al afacerilor interne.  Pentru o mai bună coordonare a colaborării polițienești a fost înființat Oficiul European de Poliție Europol, cu sediul la Haga.

## Modificări ulterioare
Tratatul UE a fost ulterior modificat și completat prin Tratatul de la Amsterdam (1999) și Tratatul de la Nisa (2003). Astfel, a fost consolidată poziția Parlamentului European prin perfecționarea și extinderea procedeului codecizional.
| Semnat A intrat în vigoare Document | 1948 Tratatul de la Bruxelles                                   | 1951 1952 Tratatul de la Paris | 1954 1955 Tratatul de la Bruxelles modificat          | 1957 1958 Tratatele de la Roma                        | 1965 1967 Tratatul de fuziune                         | 1975 N/A Concluziile Consiliului European                          | 1985 Acordul de la Schengen                                        | 1986 1987 Actul unic european                                      | 1992 1993 Tratatul de la Maastricht                                | 1992 1993 Tratatul de la Maastricht | 1997 1999 Tratatul de la Amsterdam | 2001 2003 Tratatul de la Nisa | 2007 2009 Tratatul de la Lisabona | 2007 2009 Tratatul de la Lisabona |  |  |  |  |  |  |  |  |
|                                     |                                                                 |                                |                                                       |                                                       |                                                       |                                                                    |                                                                    |                                                                    |                                                                    |                                     |                                    |                               |                                   |                                   |  |  |  |  |  |  |  |  |
| Cei trei piloni ai Uniunii Europene |                                                                 |                                |                                                       |                                                       |                                                       |                                                                    |                                                                    |                                                                    |                                                                    |                                     |                                    |                               |                                   |                                   |  |  |  |  |  |  |  |  |
| Comunitățile Europene:              |                                                                 |                                |                                                       |                                                       |                                                       |                                                                    |                                                                    |                                                                    |                                                                    |                                     |                                    |                               |                                   |                                   |  |  |  |  |  |  |  |  |
|                                     | Comunitatea Europeană a Energiei Atomice (EURATOM)              |                                |                                                       |                                                       |                                                       |                                                                    |                                                                    |                                                                    |                                                                    |                                     |                                    |                               |                                   |                                   |  |  |  |  |  |  |  |  |
|                                     |                                                                 |                                | Comunitatea Europeană a Cărbunelui și Oțelului (CECO) | Comunitatea Europeană a Cărbunelui și Oțelului (CECO) | Comunitatea Europeană a Cărbunelui și Oțelului (CECO) | Comunitatea Europeană a Cărbunelui și Oțelului (CECO)              | Tratatul a expirat în 2002                                         | Tratatul a expirat în 2002                                         | Tratatul a expirat în 2002                                         |                                     | Uniunea Europeană (UE)             | Uniunea Europeană (UE)        |                                   |                                   |  |  |  |  |  |  |  |  |
|                                     |                                                                 |                                | Comunitatea Economică Europeană (CEE)                 |                                                       |                                                       |                                                                    |                                                                    |                                                                    |                                                                    |                                     | Uniunea Europeană (UE)             | Uniunea Europeană (UE)        |                                   |                                   |  |  |  |  |  |  |  |  |
|                                     |                                                                 |                                |                                                       | Regulile Schengen                                     |                                                       |                                                                    | Comunitatea Europeană (EC)                                         | Comunitatea Europeană (EC)                                         |                                                                    |                                     | Uniunea Europeană (UE)             | Uniunea Europeană (UE)        |                                   |                                   |  |  |  |  |  |  |  |  |
|                                     |                                                                 | TREVI                          | TREVI                                                 | TREVI                                                 | Justiție și afaceri interne (JHA)                     |                                                                    | Comunitatea Europeană (EC)                                         | Comunitatea Europeană (EC)                                         |                                                                    |                                     | Uniunea Europeană (UE)             | Uniunea Europeană (UE)        |                                   |                                   |  |  |  |  |  |  |  |  |
|                                     | Cooperarea polițienească și judiciară în materie penală (CPJMP) | TREVI                          | TREVI                                                 | TREVI                                                 | Justiție și afaceri interne (JHA)                     |                                                                    |                                                                    |                                                                    |                                                                    |                                     | Uniunea Europeană (UE)             | Uniunea Europeană (UE)        |                                   |                                   |  |  |  |  |  |  |  |  |
|                                     |                                                                 |                                |                                                       |                                                       | Cooperarea Politică Europeană (EPC)                   | Politica externă și de securitate comună a Uniunii Europene (PESC) | Politica externă și de securitate comună a Uniunii Europene (PESC) | Politica externă și de securitate comună a Uniunii Europene (PESC) | Politica externă și de securitate comună a Uniunii Europene (PESC) |                                     | Uniunea Europeană (UE)             | Uniunea Europeană (UE)        |                                   |                                   |  |  |  |  |  |  |  |  |
| Instituții neconsolidate            | Instituții neconsolidate                                        | Uniunea Vest-Europeană (UVE)   | Uniunea Vest-Europeană (UVE)                          | Uniunea Vest-Europeană (UVE)                          | Uniunea Vest-Europeană (UVE)                          | Uniunea Vest-Europeană (UVE)                                       | Uniunea Vest-Europeană (UVE)                                       |                                                                    |                                                                    |                                     |                                    | Uniunea Europeană (UE)        |                                   |                                   |  |  |  |  |  |  |  |  |
| Instituții neconsolidate            | Instituții neconsolidate                                        | Uniunea Vest-Europeană (UVE)   | Uniunea Vest-Europeană (UVE)                          | Uniunea Vest-Europeană (UVE)                          | Uniunea Vest-Europeană (UVE)                          | Uniunea Vest-Europeană (UVE)                                       | Uniunea Vest-Europeană (UVE)                                       | Tratatul a expirat în 2011                                         |                                                                    |                                     |                                    |                               |                                   |                                   |  |  |  |  |  |  |  |  |
|                                     |                                                                 |                                |                                                       |                                                       |                                                       |                                                                    |                                                                    |                                                                    |                                                                    |                                     |                                    | v • d • m                     |                                   |                                   |  |  |  |  |  |  |  |  |